# BBC Scotland
BBC Escocia (inglés: BBC Scotland; escocés: BBC Alba) es un centro de producción de la British Broadcasting Corporation, la emisora financiada con fondos públicos del Reino Unido. Destinado a emitir programación específica para el país de Escocia, es, en efecto, un centro de desconexión nacional para Escocia. Tiene una cierta autonomía de la sede de la BBC de Londres y está dirigido por la BBC Trust, que es asesorada en Escocia por la Audience Council Scotland. Sus estudios y sede escocesa están en BBC Pacific Quay en la orilla sur del río Clyde, además de la sede central de la STV y el Glasgow Science Centre.
BBC Escocia  tiene oficinas que incluyen una sala de redacción, un estudio de televisión y de radio cerca del Parlamento Escocés en Edimburgo, además de una oficina dentro del edificio del Parlamento. También hay centros de transmisión en Aberdeen, Dundee, Inverness y Dumfries. La BBC Scottish Symphony Orchestra residió en la calle BBC Scotland's Queen Margaret hasta el 2006, cuando se trasladó al Glasgow City Halls en el centro de la ciudad. La orquesta actúa regularmente en toda Escocia y en todo el mundo.
El principal rival de BBC Escocia es STV (ex Scottish Television y Grampian Television), que, a pesar de su nombre, no transmite en todo el país, pues las transmisiones de STV se limitan a los principales centros de población del norte y del centro de Escocia. Por lo contrario, ITV1 (Border) cubre el sur.

## Televisión
BBC Escocia coordina dos de las cinco estaciones de televisión pública del país: BBC One Scotland y BBC Two Scotland.
- BBC One Scotland es la estación insignia de la emisora y ofrece una mezcla de comedia de producción propia, teatro, noticias, programas de actualidad. Asimismo, proporciona a los espectadores la desconexión territorial de la red de la BBC en el Reino Unido.
- BBC Two Scotland fue la desconexión territorial de la Británica BBC Two. Todos los días, debido a esta desconexión, se incluyeron boletines de noticias regulares y una variedad de programación infantil, juvenil y de actualidad en escocés, así como del descentralizado Parlamento Escocés.
- BBC Scotland. BBC Scotland (BBC Alba) es responsable también de BBC Alba. El canal está financiado por la BBC y la MG Alba.

### Programación

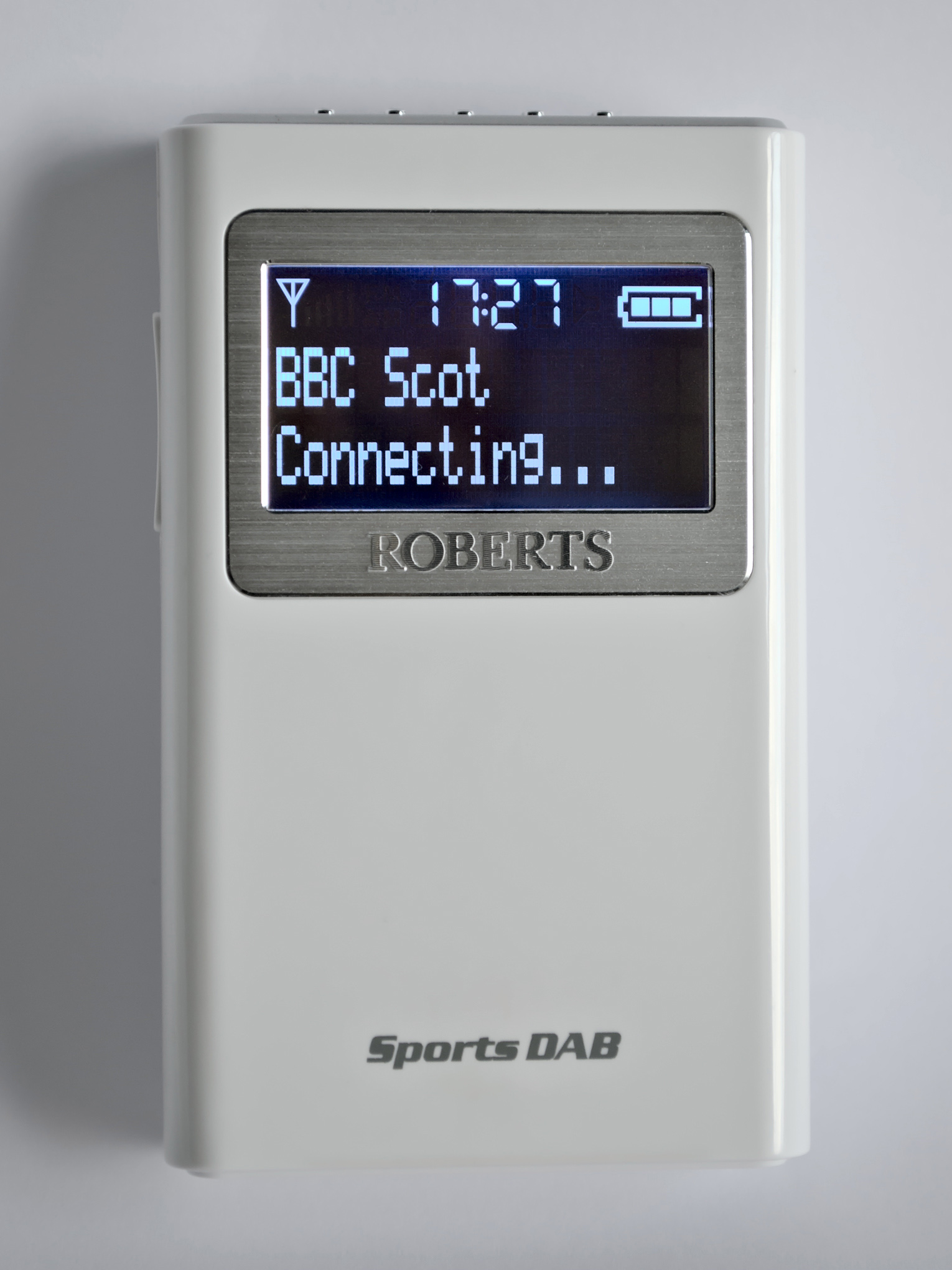
Conexión a BBC Scotland

Además de producir programación de Escocia como la mayoría de las "Nations & Regions" (naciones y regiones) de la BBC, BBC Escocia también produce programas de televisión destinados a la red del Reino Unido.
Los programas emblemáticos de Escocia incluyen los noticiarios nocturnos Reporting Scotland y Newsnight Scotland, drama in the form of River City y Monarch of the Glen, y programación deportiva como Sportscene, Sport Monthly y The Adventure Show. BBC Scotland produce también programación en idioma escocés, tales como Eòrpa y Dotaman, bajo el letrero de BBC Alba.
Eòrpa hizo noticia en mayo de 2008, una mención especial en el informe de la Comisión de Radiodifusión de Escocia: "Fue curioso observar que, sin falta, en cada uno de nuestros actos públicos del programa de BBC2 de Escocia "Eòrpa" se planteó, sin solicitar, para los no gaélico-hablantes, como un ejemplo de una relación positiva, muy respetado programa" - Blair Jenkins, Presidente - Comisión de Radiodifusión de Escocia
La BBC de Escocia también produce las versiones escocesas de secciones de todo el Reino Unido, los programas tales como The Politics Show y Children in Need. La desconexión para la red del Reino Unido ha incluido tales dramas recientes de alto perfil, como Monarch of the Glen, Hope Springs y Single Father.

#### Programación local
A continuación, se muestran programas producidos o encargados por la BBC Escocia que se transmiten solo en esta región:
- Agenda (1980)
- The Adventure Show (2005–presente)
- Artworks Scotland (????-presente)
- BBC Scotland Investigates, antiguamente Frontline Scotland (????-presente)
- The Beechgrove Garden (1978–presenet)
- Catchword (1985–1995)
- Chewin' the Fat (1999-2002 - Hogmanay hasta 2005)
- Dear Green Place (2007–2008)
- Eòrpa (1993–presente)
- Holyrood Live (1999–presente)
- Hogmanay Live (1991–presente)
- The Karen Dunbar Show (2003–2007)
- Landward (1970s-presente)
- Legit (2007)
- The Music Show (2005–presente)
- Newsnight Scotland (1999–presente)
- Politics Scotland (1999–presente)
- Reporting Scotland (1968–presente)
- River City (2002–presente)
- Scotch and Wry (1978–1992)
- Scotland on Film (2004–presente)
- Scottish Lobby (1990)
- Sportscene (1975–presente)
- Still Game (2002–2007)
- VideoGaiden (2005–2008)
- Gary: Tank Commander (2009-presente)

#### Programación para el Reino Unido
A continuación, una selección de los programas de BBC Scotland, producidos o encargados en la red en el Reino Unido:
- A Question of Genius (2009–presente)
- Hububb (1997–2001)
- Catchword (1984–1995)
- Castle in the Country (2005–presenet)
- CopyCats (2008[start of production]- presente)
- Comedy Connections (2003–Presente)
- Life of Riley (2008–presente)
- The Film Programme (1972–presente)
- Get 100 (2007–presente)
- Hedz (2007–presente)
- Hope Springs (2008–2009)
- Lip Service (2010)
- Me Too! (2006–presente) programa infantil
- Carrie and David's Popshop (2008–presente)
- Monarch of the Glen (1999–2005)
- Movie Connections (2007–presente)
- Naked Video (1986–1994)
- National lottery draws(inicia en el 2012)
- Over the Moon with Mr Boom (1990)
- Personal Affairs (2009)
- Raven (2002–presente)
- Restoration (2003–presente)
- Sea of Souls (2004–2006)
- Still Game (2002–2007)
- Shoebox Zoo (2004–2006)
- The Culture Show (2006–presente)
- The Dark Side of Fame with Piers Morgan (2008–presente)
- The Kids Are Alright (2008–presente)
- The Mad Death (1983)
- This Time Tomorrow (2008–presente)
- T in the Park (1994–presente)
- VideoGaiden (2007–presente)
- Wallander (2008–presente) (una coproducción de Left Bank Pictures y Yellow Bird)
- Waterloo Road (2005–presente)
- The Weakest Link (2002–presente)